# Сенка (име)
Сенка је женско српско име, настало од именице која означава истоимену оптичку појаву. У пренесеном значењу, девојчица са овим именом је „у окриљу, заштићена“. Ово име може бити и изведено од имена Ксенија или Поликсена. Варијанта овог имена је Сена.

## Популарност
У Словенији је 2007. ово име било на 532. месту.